# Табун (пещера)

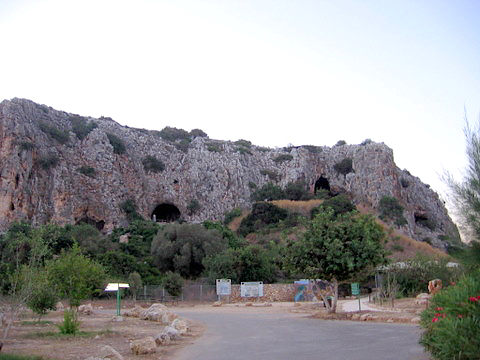

Пещера Табун (ивр. מערת טבון‎) — археологический памятник, часть природного заповедника Нахаль-Меарот. Пещера находится на горе Кармель в Израиле. Она была населена в период нижнего и среднего палеолита (500 000—40 000 лет назад). В течение этого времени в пещере накопился слой из крупно- и мелкозернистого песка и глины, местами до 25 метров глубиной. В ходе раскопок была прослежена едва ли не самая долгая последовательность культурных слоёв доисторической Палестины. Все слои отложений моложе 350 тысяч лет содержат кремний с явными признаками воздействия огня.
Самые нижние слои в пещере содержат большое количество морского песка, что говорит (вместе с находками пыльцы в тех же слоях), об относительно жарком климате во время образования этих слоёв. Таяние ледников в то время вызвало повышение уровня моря и изменение береговой линии Средиземного моря. Таким образом, Прибрежная равнина в те времена занимала меньшую территорию, чем сейчас, и была покрыта растительностью саванного типа. Жители пещеры тех времён использовали рубила из кремня или известняка для охоты на таких животных, как газель, гиппопотам, носорог и дикие быки), а также для выкапывания съедобных корней. По мере улучшения орудий со временем рубила становились меньше, приобретали более изящную форму, а скрёбла, изготовленные на крупных кремнёвых отщепах, по-видимому, служили для соскребания мяса с костей и для отделки шкур животных.
Верхние слои в Табуне состоят преимущественно из глины и мелкозернистого песка, что говорит о наступлении влажного и более холодного климата по мере формирования нового ледника; это привело к образованию широкой прибрежной полосы, покрытой густыми лесами и болотами. Материальные останки из верхних слоёв пещеры относятся к мустьерской культуре (около 200 000—45 000 лет назад), неандертальской по своему составу. В этих слоях преобладают небольшие кремнёвые орудия на тонких отщепах, преимущественно изготовленные по технологии Леваллуа. Среди типичных мустьерских орудий встречаются удлинённые наконечники, отщепы кремня различной формы, используемые в качестве скребков, другие острые орудия для резки и пиления.

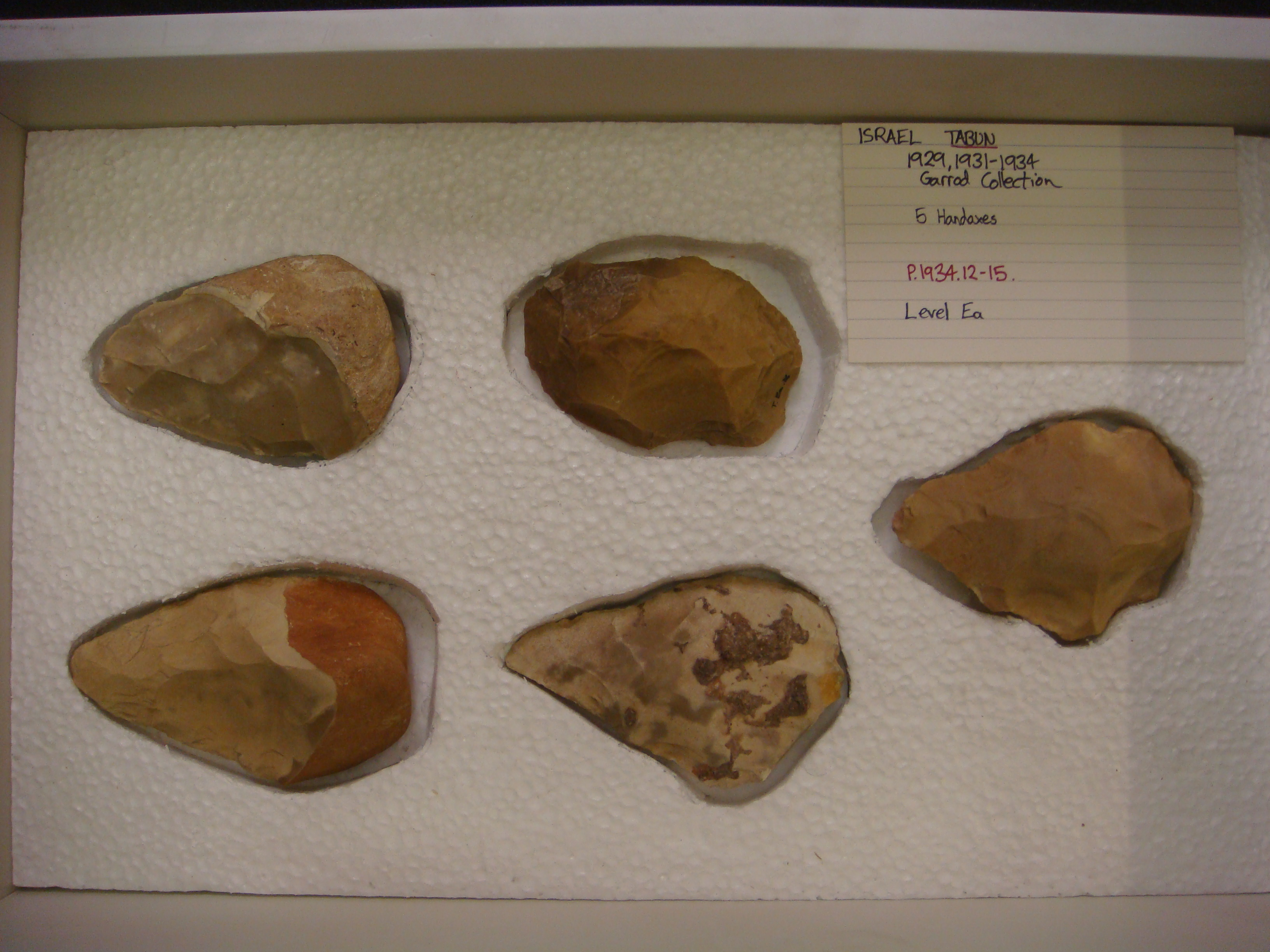
Рубила найденные в пещере Табун в 1929,1931-1934 годах

В ходе раскопок Артура Елинека в 1967—1972 годах было обнаружено свыше 1900 полных и фрагментарных каменных рубил, относящихся предположительно к позднеашельской и ябрудской культурам. Небольшой округлый доломитовый камень с микроскопическими следами шлифовки, найденный в 1960 годах, датируется возрастом 350 тыс. л. н., что на 150 тыс. лет старше предыдущих известных древнейших шлифовальных орудий труда. Исследователи предполагают, что гоминиды использовали этот булыжник для «деликатной шлифовки» при горизонтальной обработке шкур убитых животных.
Большое количество костей лани, обнаруженных в верхних слоях пещеры, могут быть связаны с отверстием в задней части пещеры, которое служило естественной ловушкой для животных. Возможно, животных загоняли к этому отверстию, в котором могли застревать отдельные особи.
В пещере Табун были обнаружены останки женщины неандертальского типа, датируемые около 120 000 лет назад. Это одни из наиболее древних человеческих останков, найденных на территории Израиля.